# 金勁旭
金 勁旭 （キム・ギョンウク、김경욱、1971年 - ）は韓国の小説家である。現在の光州広域市出身。

## 略歴
金勁旭は、大衆音楽に関心が高く、映像世代らしく映画にも興味を持っている。映画に対する関心と映画的な想像力を文学作品という形で発表した。パーシー・アドロン(Percy Adlon)監督のバグダッド・カフェからタイトルをとった「バグダッドカフェにはコーヒーがない」という作品が、金勁旭の初めての小説である。 
長編モリソンホテル(Morrison Hotel)は、1970年に発売されたロックグループのドアーズ(Doors)のタイトルを借りたものである。「誰がカートコベインを殺したか」と「張国栄が死んだって?」には、1990年代を象徴するロックバンドニルヴァーナ(Nirvana)のリーダー・カート・コベインと香港出身の張国栄という名前が登場する。ドアーズのジム・モリソン、カート・コベイン、張国栄は、自ら命を絶った人物でもある。
最近の金勁旭の文学世界は、同時代の大衆文化の範疇からは離れ、ウンベルト・エーコの「薔薇の名前」をパロディーした「黄金の林檎」と、1627年朝鮮に漂流してきたオランダ人のヤン・ヤンセ・ウェルテフレーに対する話である「千年の王国」などを発表している。

## 受賞歴
- 2004年、第37回 韓国日報文学賞
- 2007年、第53回 現代文学賞
- 2009年、第40回 東仁文学賞
- 2016年、第40回 李箱文学賞

## 主な作品
- 1996年、『바그다드 카페에는 커피가 없다』(バグダッドカフェにはコーヒーがない)[2]
- 1997年、『모리슨 호텔』(モリソンホテル)
- 2002年、『황금사과』(黄金の林檎)
- 2003年、『누가 커트 코베인을 죽였는가』(誰がコベインを殺したか)
- 2005年、『장국영이 죽었다고?』(張国栄が死んだって？)
- 2007年、『천년의 왕국』(千年の王国)

## 日本語訳作品
- 「スプレー」田野倉佐和子 訳 、クオン 2023年